# Vicekongedømmet Ny Granada
Vicekongedømmet Ny-Granada (på spansk Virreinato de la Nueva Granada) var navnet på det spanske koloniale territorium i den nordlige del af Sydamerika fra 1717/1739 til 1819. Det blev oprettet af Felipe V af Spanien, og territoriet dækkede stort set områder, som i dag tilhører Colombia, Ecuador og Venezuela samt dele af Guyana, Panama, Venezuela, Trinidad og Tobago og mindre dele af Brasilien og Peru. Hovedstaden i Ny-Granada var Santa Fé de Bogotá og territoriet blev styret af en vicekonge udnævnt af kongen af Spanien. Vicekongedømmet Ny-Granada blev oprettet i 1717 men blev afviklet i 1724 for så at blive genetableret i 1739. Vicekongedømmet i Ny-Granada erstattede blandt andet det tidligere Ny Granada som frem til 1717 var underlagt vicekongedømmet i Peru.